# Halticoptera nobilis
Halticoptera nobilis är en stekelart som först beskrevs av Walker 1874.  Halticoptera nobilis ingår i släktet Halticoptera och familjen puppglanssteklar. Inga underarter finns listade i Catalogue of Life.